# Червоний Галк
Червоний Галк — псевдонім, який використовують різні вигадані персонажі в американських коміксах, виданих Marvel Comics . Хоча перші два були створені з членів армії Сполучених Штатів, третій є формою особистості Галка Джо Фіксіта.

## Біографія вигаданого персонажа

### Громовержець Росс
Перше втілення Червоного Галка (також відомого як Ралк )  вперше з'явилося в серії Галка, яка дебютувала в 2008 році  Сюжетна лінія « Світової війни Галків » 2010 року показує, що ця істота — генерал армії Сполучених Штатів Тандерболт Росс  тесть і давній ворог оригінального Галка, Брюс беннер.  Сюжетна лінія показує, що організації AIM і Intelligencia дали Россу можливість перетворитися на Червоного Галка, і що він зробив це, щоб краще боротися з оригінальним Галком. 

### Роберт Маверік
Походження другого Червоного Галка з’являється в дебютному випуску U.S.Avengers за 2017 рік. Чотиризірковий генерал Роберт Маверік вибирається за його генетичним профілем, щоб створити істоту, яка є «на півдорозі до Галка». Пристрій під назвою Hulk Plug-In, створений Avengers Idea Mechanics (законна технологічна компанія, створена із залишків неіснуючої організації суперлиходіїв Advanced Idea Mechanics ), імплантований у зап’ястя Маверіка. При спрацьовуванні він перетворює його на різновид Червоного Галка приблизно на одну годину кожні півтора дня. На відміну від версії Thunderbolt Ross Red Hulk, Маверік зберіг свої вуса у формі Галка та носить сонцезахисні окуляри. Він приєднується до Месників США . 

### Джо Фіксіт
Особистість Галка, Джо Фіксіт, пізніше отримала здатність перетворюватися на свою версію форми Червоного Галка, перебуваючи в Ніжньому місці. 

## Інші появи
Сюжетна лінія « Таємних війн » 2015 року розповідає про непізнаного Червоного Галка на ім’я Червоний Король, барона домену Battleworld у Гренландії. Варіація Капітана Америки під назвою Капітан відправляється до Гренландії Богом Імператором Думом і Шерифом Стренджем, щоб убити Червоного Короля, який тримає в полоні Бакі Барнса .  Після того, як Червоний Король розповідає цій групі, що він уже вбив Барнса,  Капітан вбиває Червоного Короля. 

## Сили та здібності
Червоний Галк має надлюдську силу, витривалість і витривалість, порівнянну з силою Галка . Він здатний поглинати радіацію, яку його організм може метаболізувати для підвищення сили. На відміну від Галка, підвищений гнів не робить його сильнішим, а випромінює все більше тепла. Верхня межа цього тепла не визначена. Під час бою з Галком, під час першої сюжетної лінії Червоного Галка, це тепло створило ауру світла навколо двох бегемотів і розтопило пісок пустелі, на якому вони стояли, у скляний диск діаметром щонайменше десятки футів. На цьому рівні Червоний Галк слабшає і стає вразливим до того, що Галк втратить свідомість.  

## видання
| Назва                                | Матеріал зібрано                                                       | Дата публікації    | ISBN |
| ------------------------------------ | ---------------------------------------------------------------------- | ------------------ | ---- |
| Галк: Падіння Галків: Червоний Галк  | Fall of the Hulks: Red Hulk #1-4 і матеріал з Incredible Hulk #606-608 | Серпень 2010 року  |      |
| Червоний Галк: Випалена земля        | Галк (том 2) №25-30                                                    | Травень 2011 року  |      |
| Червоний Галк: планета Червоний Галк | Галк (том 2) #30.1, 31-36                                              | Жовтень 2011 року  |      |
| Сам страх: Галк/Дракула              | Галк (том 2) №37-41, Сам страх: Галк проти Дракули №1-3                | Листопад 2011 року |      |
| Червоний Галк: Галк з Аравії         | Галк (том 2) #42-46                                                    | Квітень 2012 року  |      |
| Червоний Галк: Привиди               | Галк (том 2) №47-52                                                    | Серпень 2012 року  |      |
| Червоний Галк: Правління Майя        | Галк (том 2) #53-57                                                    | Жовтень 2012 року  |      |